# Гальбаррос
Гальбаррос (ісп. Galbarros) — муніципалітет в Іспанії, у складі автономної спільноти Кастилія-і-Леон, у провінції Бургос. Населення — 27 осіб (2010).
Муніципалітет розташований на відстані близько 240 км на північ від Мадрида, 28 км на північний схід від Бургоса.
На території муніципалітету розташовані такі населені пункти: (дані про населення за 2010 рік)
- Аедо-де-Буреба: 3 особи
- Каборредондо: 8 осіб
- Гальбаррос: 8 осіб
- Сан-Педро-де-ла-Ос: 8 осіб

## Демографія
Динаміка населення (INE ):